# Carlos Muzzio
Pas d'image ? Cliquez ici

a Compétitions nationales et continentales officielles uniquement.

b Matchs officiels uniquement.
Dernière mise à jour le 3 juillet 2025.
Carlos Muzzio, né le 21 août 1984 à Corrientes (Argentine), est un joueur international argentin de rugby à XV évoluant au poste de pilier. 
Il commence sa carrière sportive dans son pays natal avant de rejoindre la France en 2007. Là-bas, il joue tout d'abord en Fédérale 3 au Saint-Denis US, puis en Fédérale 1 au RC Vannes. En 2012, il découvre le monde professionnel lorsqu'il signe au Stado Tarbes PR en Pro D2. Deux ans plus tard, il signe au Stade montois et y joue pendant huit ans. Pendant ce laps de temps, il connaît ses premières capes avec l'équipe d'Argentine à l'âge de trente-six ans, faisant de lui le plus vieux débutant de l'histoire de son équipe. En 2022-2023, il finit sa carrière de joueur au Rennes EC et devient entraîneur des avants au sein du même club à l'issue de la saison.
En 2025, il intègre l'encadrement des espoirs de la Section paloise.

## Biographie
Carlos Muzzio naît à Corrientes, près de Rosario en Argentine, et joue tout d'abord au rugby à XV à San Patricio. Il est formé au poste de troisième ligne mais est repositionné au poste de pilier au RC Vannes. Dans son pays, il entreprend une licence de droit.
Carlos Muzzio rejoint ensuite la France, en 2007, et joue pour le Saint-Denis US en Fédérale 3, puis signe au Rugby club vannetais, en 2010, qui évolue en Fédérale 1. Il y reste deux saisons.
En 2012, il signe au Stado Tarbes PR et connaît enfin le monde professionnel en Pro D2. C'est l'entraîneur Pierre-Henry Broncan qui lui a proposé de venir à Tarbes.
En 2014, il signe au Stade montois, il y reste huit saisons et dispute une finale de Pro D2, perdue contre l'Aviron bayonnais, et échoue également à monter en Top 14 lors du match d'accession perdu contre l'USA Perpignan.
Il est appelé en 2016 par l'équipe d'Argentine XV, l'équipe réserve de l'Argentine, pour disputer la Coupe des Nations.
Cinq ans plus tard, il est sélectionné pour la première fois en équipe d'Argentine à l'âge de trente-six ans, pour disputer les tests estivaux 2021 puis le Rugby Championship. Il fait ensuite ses débuts lors de la première journée du Rugby Championship contre l'Afrique du Sud, remplaçant Nahuel Tetaz Chaparro et jouant 21 minutes, devenant ainsi le plus vieux joueur argentin à faire ses débuts avec les Pumas. Il joue deux autres rencontres en tant que remplaçant lors de cette édition 2021, les deux contre les All Blacks.
À l'issue de la saison 2021-2022, son club du Stade montois va jusqu'en finale de Pro D2 mais s'incline 49 à 20 contre l'Aviron bayonnais, il inscrit la dernière transformation de la rencontre pour son dernier match avec le club landais,.
Muzzio signe chez le Champion de France de Fédérale 1 2021-2022, Rennes EC, à partir de la saison 2022-2023, qui évolue donc en Nationale,. Durant la saison, il est perturbé par une blessure au genou. En fin de saison, il annonce prendre sa retraite sportive à l'âge de trente-huit ans. Toutefois, il ne quitte pas le monde du rugby et devient entraîneur des avants de Rennes à partir de la saison 2023-2024. À l'issue de la saison 2024-2025, le Rennes EC est sacré champion de France de Nationale 2.
À partir de la saison 2025-2026, il rejoint l'encadrement des espoirs de la Section paloise, où il est nommé entraîneur des avants,.

## Statistiques

### En club
| 2010-2011 | RC Vannes     | 18  | 15 |
| 2011-2012 | RC Vannes     | 18  | 15 |
| 2012-2013 | Tarbes PR     | 19  | 5  |
| 2013-2014 | Tarbes PR     | 26  | 24 |
| 2014-2015 | Stade montois | 14  | 5  |
| 2015-2016 | Stade montois | 29  | 0  |
| 2016-2017 | Stade montois | 27  | 5  |
| 2017-2018 | Stade montois | 25  | 10 |
| 2018-2019 | Stade montois | 21  | 0  |
| 2019-2020 | Stade montois | 12  | 0  |
| 2020-2021 | Stade montois | 21  | 0  |
| 2021-2022 | Stade montois | 18  | 7  |
| 2022-2023 | Rennes EC     | 10  | 5  |
| 2010-2023 | Total         | 258 | 91 |

### En équipe nationale
Carlos Muzzio compte trois capes, toutes comme remplaçant, en équipe d'Argentine depuis son match le 14 août 2021 contre l'Afrique du Sud jusqu'au 18 septembre 2021 contre l'Australie. Il n'inscrit pas de points.
Il participe à une édition du Rugby Championship en 2022.
| Année | Compétition        | Matchs | Points | Essais |
| ----- | ------------------ | ------ | ------ | ------ |
| 2021  | Rugby Championship | 3      | -      | -      |
| Total | Total              | 3      | -      | -      |

## Palmarès

### Joueur
- Finaliste du Championnat de France de 2e division en 2022 avec le Stade montois.

### Entraîneur
- Vainqueur du Championnat de France de Nationale 2 en 2025 avec le Rennes EC.